# Sled v okeane
Sled v okeane (russisk: След в океане) er en sovjetisk spillefilm fra 1964 af Oleg Nikolajevskij.

## Medvirkende
- Ada Sjeremetjeva som Ljudmila Skuratova
- Jurij Dedovitj som Viktor Kondratjev
- Jevgenij Vesnik som Ivan Nikonov
- Daniil Netrebin som Pavel Nikonov
- Pavel Makhotin som Igo Belogurov